# Río Coroico
Der Río Coroico ist ein Fluss in der Yungas-Region des südamerikanischen Binnenstaates Bolivien.

## Verlauf
Der Río Coroico hat seinen Ursprung am Rand der östlichen Anden-Kette der Cordillera Real im Zusammenfluss von Río Huarinilla und Río Yolosa auf einer Höhe von 1064 m im Departamento La Paz. Von dieser Stelle aus fließt der Río Coroico auf den ersten 50 km in nordöstlicher Richtung bis zur Einmündung des Río Taypiplaya bei der Stadt Caranavi und wendet sich dann nach Nordwesten. Seinen Weg beginnt der Fluss in der Provinz Nor Yungas und durchquert dann bis zur Ortschaft Alcoche die Provinz Caranavi. Auf seinen letzten 40 km bildet der Río Coroico in der Provinz Larecaja die Grenze zwischen dem Landkreis (bolivianisch: Municipio) Guanay und dem Municipio Teoponte, bevor er nach insgesamt 115 km in einer Höhe von 411 m in den Río Kaka mündet. Der Río Kaka wiederum erreicht nach 92 km den Río Beni.